# Air Antilles Express
Air Antilles es una aerolínea francesa con base en Guadalupe (Francia) que opera vuelos regulares entre Fort-de-France (Martinica), Pointe-à-Pitre (Guadalupe), San Bartolomé y Marigot (San Martín). 

## Historia
La compañía fue inaugurada el 18 de diciembre de 2002 para servir según el modelo de bajo coste en las rutas entre las islas Guadalupe, Martinica, San Bartolomé y San Martín.
Es la filial de la compañía aérea Air Guyane Express. Tras una huelga de pilotos que comenzó el 14 de julio de 2023, las dos empresas fueron declaradas en liquidación forzosa con actividad continuada durante dos meses por el tribunal comercial de Pointe-à-Pitre el 2 de agosto de 2023. Los pilotos suspendieron la huelga al día siguiente, permitiendo la reanudación de los vuelos.
A finales de septiembre de 2023, la oferta pública de adquisición parcial de Air Antilles por parte de CIPIM (holding del grupo Edeis), aliado con el gobierno de San Martín, fue validada por el tribunal comercial de Pointe-à-Pitre. Air Antilles se reactivó mediante una asociación público-privada, mientras que Air Guyane fue liquidada. Air Antilles reanudó sus operaciones el 22 de julio de 2024, con un servicio reducido, operando a Guadalupe, Martinica, San Martín y San Bartolomé.

## Flota

### Flota actual
La flota de Air Antilles se compone en la actualidad por las siguientes aeronaves:
| Aeronaves                            | En servicio | Pedidos                                          | Pasajeros (clase única)                          | Matrículas                                       | Antigüedad                                       |
| ------------------------------------ | ----------- | ------------------------------------------------ | ------------------------------------------------ | ------------------------------------------------ | ------------------------------------------------ |
| ATR 72                               | 2           | —                                                | 72                                               | F-OMYM                                           | 8,3 años                                         |
| ATR 72                               | 2           | —                                                | 72                                               | F-OMYN                                           | 6,9 años                                         |
| De Havilland Canadá DHC-6 Twin Otter | 2           | —                                                | 19                                               | F-OMYR                                           | 6,9 años                                         |
| De Havilland Canadá DHC-6 Twin Otter | 2           | —                                                | 19                                               | HB-LUX                                           | 15,1 años                                        |
| Total                                | 4           | Edad media de la flota (marzo de 2025): 9,3 años | Edad media de la flota (marzo de 2025): 9,3 años | Edad media de la flota (marzo de 2025): 9,3 años | Edad media de la flota (marzo de 2025): 9,3 años |

### Flota histórica
| Aeronaves                 | Total | Introducido | Retirado | Matrículas                                                       |
| ------------------------- | ----- | ----------- | -------- | ---------------------------------------------------------------- |
| ATR 42                    | 8     | 2002        | 2016     | F-GPYF, F-OIXD, F-OIXE, F-OIXH, F-OIXO, F-GHPS, F-GHPZ y F-OIJJ, |
| Cessna 208B Grand Caravan | 1     | 2011        | 2016     | F-OIXJ                                                           |

## Destinos
Tras el reinicio de operaciones, Air Antilles Express opera, como en sus inicios, vuelos regulares a los siguientes destinos:
| Países        | Destinos       | Aeropuertos                                        |
| ------------- | -------------- | -------------------------------------------------- |
| Guadalupe     | Pointe-à-Pitre | Aeropuerto Internacional Pointe-à-Pitre HUB        |
| Martinica     | Fort-de-France | Aeropuerto Internacional de Martinica Aimé Césaire |
| San Bartolomé | Gustavia       | Aeropuerto Gustaf III                              |
| San Martín    | Marigot        | Aeropuerto de Grand-Case Espérance                 |

### Antiguos destinos
| Países                    | Destinos        | Aeropuertos                                         |
| ------------------------- | --------------- | --------------------------------------------------- |
| Antigua y Barbuda         | Saint John      | Aeropuerto Internacional V. C. Bird                 |
| Barbados                  | Bridgetown      | Aeropuerto Internacional Grantley Adams             |
| Bonaire                   | Kralendijk      | Aeropuerto Internacional Flamingo                   |
| Curazao                   | Willemstad      | Aeropuerto Internacional Hato                       |
| Dominica                  | Marigot         | Aeropuerto Douglas–Charles                          |
| Estados Unidos            | Miami           | Aeropuerto Internacional de Miami                   |
| Francia                   | París           | Aeropuerto de París-Orly (operado por Air Caraïbes) |
| Guadalupe                 | Marigalante     | Aeropuerto de Marie-Galante                         |
| Guayana Francesa          | Cayena          | Aeropuerto de Cayenne-Rochambeau                    |
| Haití                     | Puerto Príncipe | Aeropuerto Internacional Toussaint Louverture       |
| Islas Vírgenes Británicas | Road Town       | Aeropuerto Internacional Terrance B. Lettsome       |
| Puerto Rico               | San Juan        | Aeropuerto Internacional Luis Muñoz Marín           |
| República Dominicana      | Punta Cana      | Aeropuerto Internacional de Punta Cana              |
| República Dominicana      | Santo Domingo   | Aeropuerto Internacional Las Américas               |
| Saba                      | The Bottom      | Aeropuerto Juancho E. Yrausquin                     |
| San Cristóbal y Nieves    | Basseterre      | Aeropuerto Internacional Robert L. Bradshaw         |
| San Cristóbal y Nieves    | Charlestown     | Aeropuerto Internacional Vance W. Amory             |
| San Eustaquio             | Oranjestad      | Aeropuerto F. D. Roosevelt                          |
| San Martín                | Philipsburg     | Aeropuerto Internacional Princesa Juliana           |
| Santa Lucía               | Castries        | Aeropuerto George F. L. Charles                     |